# Nobuo Kawakami
Nobuo Kawakami (川上 信夫, Kawakami Nobuo, né le 4 octobre 1947 à Préfecture de Saitama au Japon) est un footballeur japonais.